# Chick lit
Chick lit é um gênero ficcional da literatura feminina que aborda questões das mulheres modernas. Romances identificados como chick lit normalmente abordam relacionamentos românticos, amizades femininas e lutas no local de trabalho de maneira bem-humorada e alegre. As protagonistas são tipicamente mulheres urbanas e heterossexuais na casa dos vinte e trinta e poucos anos. O formato se desenvolveu no início da década de 1990 com o lançamento de livros como o estadunidense Waiting to Exhale (1992) de Terry McMillan e o britânico The Old Girl Network (1994) de Catherine Alliott e experimentou grande êxito popular mundialmente com O Diário de Bridget Jones (1996) da britânica Helen Fielding, enquanto Sex and the City (1997) da estadunidense Candace Bushnell, obteve uma adaptação para televisão conquistando uma contínua influência cultural.
No final da década de 1990, títulos chick lit regularmente lideravam as listas de mais vendidos, e muitos selos foram criados inteiramente dedicados a eles. Em meados da década de 2000 porém, foi notado que o seu mercado estava cada vez mais saturado, e no início da década de 2010, editores haviam abandonado em grande parte a categoria. No entanto, o termo chick lit persiste como uma categoria popular de ficção tanto para leitores quanto para escritores amadores na internet.

## Características principais
A principal característica do Chick lit é a protagonista, que é sempre do sexo feminino. Ela está, muitas vezes, tentando vencer (profissional e romanticamente) no mundo moderno. Suas histórias normalmente são bem humoradas e relatam o dia a dia da mulher moderna, sua rotina tripla, seus problemas amorosos, de peso, questões no trabalho, no namoro, no casamento, no divórcio.

## Principais autoras
Além das supracitadas autoras Candace Bushnell de Sex and The City e Helen Fielding de O Diário de Bridget Jones, outras autoras também destacam-se no chick lit como as estadunidenses Meg Cabot autora da série O Diário da Princesa e Lauren Weisberger autora de O Diabo Veste Prada (2003) e a irlandesa Marian Keyes autora de Melancia (1995) e Sushi (2000). Em língua portuguesa, destacam-se as brasileiras Paula Pimenta e Carina Rissi. e a portuguesa Margarida Rebelo Pinto. 

### Bibiografia adicional
- Gill, Rosalind; Herdieckerhoff, Elena (Dezembro de 2006). «Rewriting the romance: new femininities in chick lit?» (PDF). Feminist Media Studies (em inglês). 6 (4): 487–504. doi:10.1080/14680770600989947
- Roy, Pinaki. "The Chick Factor: A Brief Survey of the Indian Chick-lit Novels", The Postcolonial Woman Question: Readings in Indian Women Novelists in English. Eds. Ray, G.N. and J. Sarkar. Kolkata: Books Way, 2011 (ISBN 978-93-80145-84-6). pp. 213–23.